# Golkonda

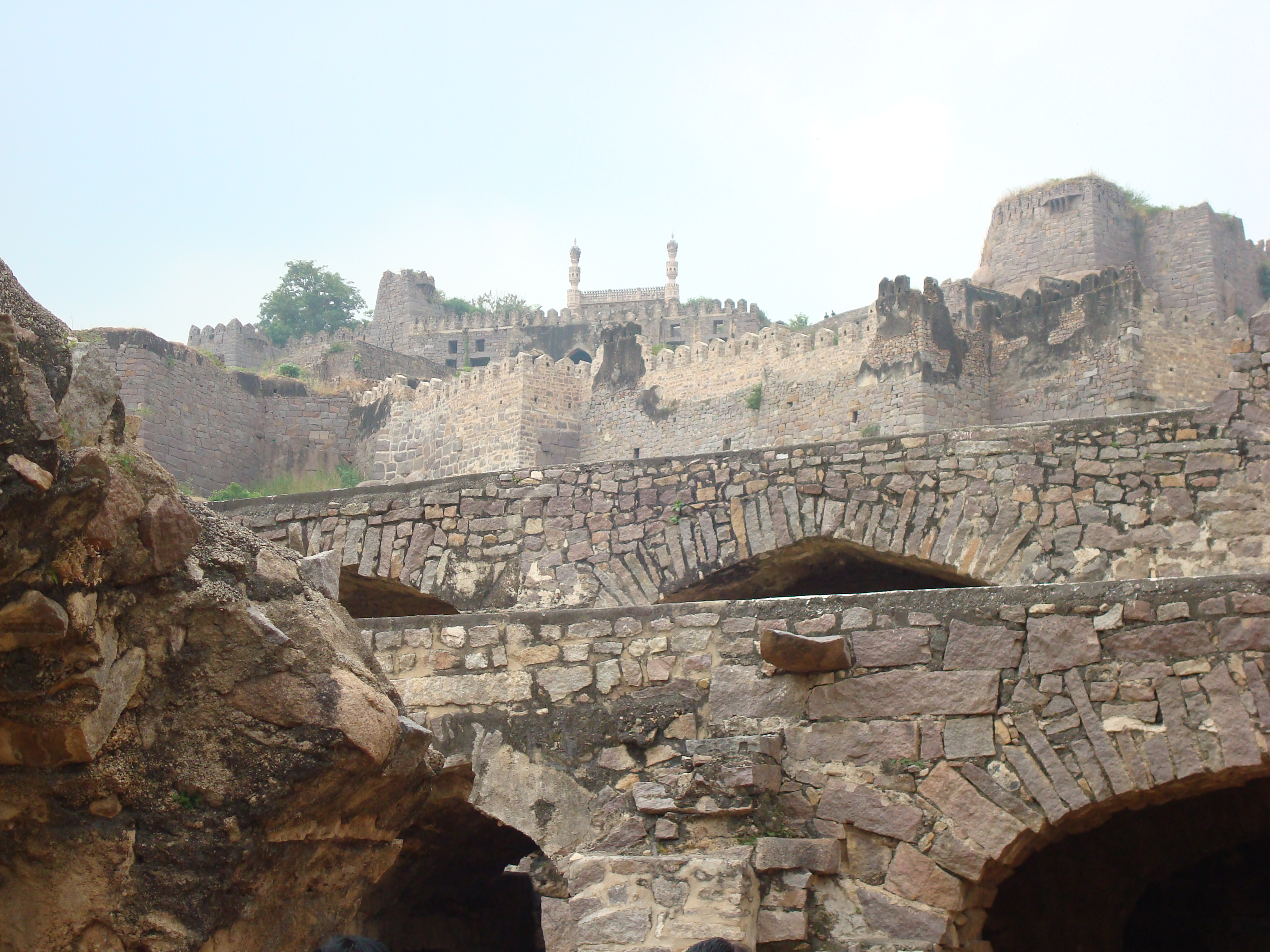
Fort Golkonda

Golkonda – fort położony na wzgórzu granitowym w południowo-środkowych Indiach, w prowincji Andhra Pradesh, na zachodnich przedmieściach Hajdarabadu.
Pierwszy fort wybudowano tutaj w XII wieku, według legendy młody pasterz natknął się tutaj na bożka, którego zabrał do króla. W miejscu zdarzenia wybudowano fort nazwany Golla Konda (Wzgórze Pastuszka). W 1512 roku Golkonda została niepodległym państwem. Została przebudowana przez władców muzułmańskich, przy forcie powstało nowe miasto. Przez 63 lata wzniesiono wiele budynków reprezentacyjnych, w tym pałace i meczety, oraz budynki służące użyteczności publicznej. Miasto miało system rur, za pomocą których doprowadzano wodę do kamienic i fontann. Twierdza miała potężne mury o długości około 11-12 km. Główny fort Golkondy zbudowany był na wzgórzu 120 m n.p.m. Granitowe mury z 87 półokrągłymi bastionami miały długość około 5 km. Forteca miała ogromne znaczenie ze względu na bliskość kopalń diamentów, z których pochodzi słynny Koh-i-Noor zrabowany przez Aurangzeba, obecnie część klejnotów koronnych Wielkiej Brytanii. W okresie swojego rozkwitu przydającego na XVI-XVII w. miasto słynęło z bogactwa. Droga wiodąca do Hajdarabadu stała się ulicą handlową, gdzie sprzedawano diamenty oraz biżuterię wyrabianą przez okolicznych rzemieślników. Główną przyczyną upadku fortu i miasta było zajęcie go w 1687 przez cesarza Wielkich Mogołów Aurangzeba i upadek niezależnego sułtanatu.
Golkonda byłą stolicą królestwa Golkonda od 1518 do 1591 roku. W tym roku Muhammad Kuli przeniósł stolicę do założonego przez siebie nieopodal nad rzeką Musi miasta Hajdarabad. Powodem przenosin było przeludnienie Golkondy, brak wody, być może też epidemia.

## Zabytki Golkondy
- bramy zewnętrznej i wewnętrznej fortyfikacji (Fateh Darwaza – Brama Zwycięstwa, Brama Bajara, Brama Mekka, Brama Habśi Kaman i Bala Hisar) zbudowane z drewna tekowego, nabijane ćwiekami dla ochrony przed atakiem z wykorzystaniem słoni
- Muzeum Archeologiczne (w dawnym skarbcu)
- Wielki Portyk (Grand Portico)
- Pałac Królowej (Rani Mahal), którego ściany zdobione w roślinne arabeski ozdobione kiedyś były szlachetnymi kamieniami; pozostała w nim miedziana fontanna kiedyś wypełniona różaną wodą i sypialnia Śahi Mahal
- Sala Tronowa (Durbar Hall)- trzykondygnacyjna sala zebrań władców Golkondy, do której idzie się po 200 spiralnie zbudowanych schodach, z boku których widać pozostałości po  systemie dostawy wody służącej  do kąpieli i ochłodzenia; z góry sali widok na okolicę
- meczet Ibrahima
- świątynia Mahakali
- więzienie skarbnika królewskiego Ramdasa
- rezydencja ministrów Akanna-Makanna
- łaźnia pogrzebowa
- meczet Taramati
- ponadto ruiny magazynów, studni, stajni wielbłądów, składu broni

W twierdzy Golkonda odbywają się wieczorem pokazy światła i dźwięku z angielskojęzycznym przedstawieniem dziejów Golkondy. Już poza murami twierdzy znajduje się Nau Mahal (Dziewięć Pałaców) – kwatera dla dworu, przebywającego tu podczas wizyt nizamów Golkondy przyjeżdżających do twierdzy z Hajdarabadu.
W pobliżu Golkondy znajdują się 82 grobowce (w tym grobowce siedmiu z ośmiu władców z rządzącej królestwem Golkondy w wiekach XVI–XVII dynastii Kutub Śahi). Typowe w ich budowie są cebulaste kopuły i arkady. Największe wrażenie robią grobowce założyciela Hajdarabadu Muhammada Kuli i jego żony Hajad Bakhś Benum.